# Eustrophopsis brunneimarginatus
Eustrophopsis brunneimarginatus is een keversoort uit de familie winterkevers (Tetratomidae). De wetenschappelijke naam van de soort werd in 1906 gepubliceerd door Charles Dury.